# Дивинополис-ди-Гояс
Дивинополис-ди-Гояс (порт. Divinópolis de Goiás) — муниципалитет в Бразилии, входит в штат Гояс. Составная часть мезорегиона Восток штата Гойяс. Входит в экономико-статистический микрорегион Ван-ду-Паранан. Население составляет 5281 человек на 2006 год. Занимает площадь 831,134 км². Плотность населения — 6,4 чел./км².

## Статистика
- Валовой внутренний продукт на 2003 год составляет 21 916 790,00 реалов (данные: Бразильский институт географии и статистики).
- Валовой внутренний продукт на душу населения на 2003 год составляет 4189,79 реалов (данные: Бразильский институт географии и статистики]]).
- Индекс развития человеческого потенциала на 2000 год составляет 0,675 (данные: Программа развития ООН).